# Лаза Ристовски
Лаза Ристовски (Нови Пазар, 23. јануар 1956 — Београд, 6. октобар 2007) био је југословенски и српски музичар који је најпознатији по раду у групама Смак и Бијело дугме.

## Биографија
Лаза Ристовски је рођен у Новом Пазару, од оца Ђорђа, који је био војно лице и мајке Радмиле, која је била професор руског језика. Кад је имао две године, због очеве прекоманде се са родитељима преселио у Краљево где је и одрастао, због чега се сматрао Краљевчанином.
Музиком је почео да се бави са само пет година када је после пуно натезања успео да убеди родитеље да му купе хармонику. Прве часове добио је од једног познатог краљевачког педагога, код којег се свирала само класична музика. Три године касније прешао је у тек отворену музичку школу. Провлачио се са тројкама из владања, јер директору никако није била по вољи његова наклоност према рокенролу.
У 13. години је због галаме побегао са неког концерта озбиљне музике и упао у прву групу. Када је завршио седми разред основне школе, родитељи су му купили оргуље "Vox Jaguar" за 540 хиљада ондашњих динара. Група је свирала по краљевачким игранкама без имена, па су прозвани Безимени.
После основне школе уписао гимназију у Краљеву и ванредно, Музичку школу „Станковић“ у Београду. Гимназија га није одушевила, па је пао први разред и након тога прешао у економску школу. Успут је завршио и две године средње музичке школе.
Почетком седамдесетих купио је и Хамонд оргуље, које је платио шест милиона и седамсто хиљада ондашњих динара.
Лета 1975. свирао је с „Безименима“ у Бечићима, где га је чуо Боки Милошевић и повео у Београд. Једног дана му је досадило да прати Лепу Лукић, па је покупио ствари и отишао у Крагујевац. Већ после неколико дана одржао је први концерт са Смаком на Филолошком факултету у Београду.
Ристовски је са Смаком снимио албум Смак (1975), затим синглове Улазак у харем (1975), Сателит (1976) и Људи није фер (1976), касније скупљене на компилацији Улазак у харем (1977), као и Р. М. Точак (1977), соло албум гитаристе Радомира Михаиловића Точка. У октобру 1976, на наговор Горана Бреговића, је прешао у Бијело дугме, што је одјекнуло попут фудбалског трансфера. Са Бијелим дугметом је снимио албум Ето! Баш хоћу!.
Средином 1978. напустио је групу и са Ипетом Ивандићем снимио албум „Стижемо". Почетком 1979. довео је из Крагујевца групу Ватра, али више од тога није успео да учини. У пролеће 1979. на предлог Точка, Зорана и Кепе, вратио се у Смак и са њима снимио још два сингла: На Балкану (1979) и Рок циркус (1980); као и два албума: Рок циркус (1980) и Зашто не волим снег (1981). Учествовао је и у снимању плоче Из профила (1982) Бориса Аранђеловића, која је заправо остатак материјала припремљеног за албум Зашто не волим снег.
Након распада Смака у јесен 1981, Лаза почиње да ради као студијски музичар и убрзо је постао најтраженији клавијатуриста у земљи. Списак људи с којима је радио или их пратио на турнејама изузетно је велики.
Сарађивао је с Џез-оркестром РТБ-а, а неколико је година радио на солистичкој каријери у електронској музици. Снимио је сингл Тражиш опроштај (1982), као и три албума: Merge (1983), 2/3 (1983) и Roses for General (1984).
У Бијело дугме се вратио у фебруару 1985. године, након гостовања на албуму снимљеном претходне године. До 1987. године у бенду је свирао клавијатуре заједно са Владом Правдићем. Са њима је снимио албуме Пљуни и запјевај моја Југославијо и Ћирибирибела, оставши члан бенда све до престанка рада 1989. године.
1990. године постаје придружени члан хард рок бенда Освајачи из Крагујевца, на чијем је дебитантском албуму Крв и лед свирао клавијатуре и био сарадник на продукцији и аранжманима.
1992. године, када се Смак поново окупио, придружио им се на концертима у Сава центру. Материјал са првог од три одржана концерта издат је на живом албуму odLIVEno.
Компоновао је музику за више домаћих филмова, од којих су најпознатији: Лазар (1984), Свето место (1990), Велика фрка (1990), Мрав пешадинац (1993), Пакет аранжман (1995), Лепа села лепо горе и Нечиста крв (1996). 1994. године у сарадњи са Сашом Локнером, клавијатуристом Бајаге и Инструктора, објавио врло запажен албум Наос. Такође је сарађивао са оперском певачицом Дубравком Зубовић на њеном албуму класичне музике AVE MARIA. Пратио је на турнеји гитаристу Алвина Лија, бившег члана групе Ten Years After.
Због тешке болести Ристовски је везан за инвалидска колица неколико година уназад, али је наставио са радом. 1. јануара 2003. је објавио албум "Гондола". Учествовао је и на повратничкој турнеји Бијелог дугмета 2005. године, али уз велика ограничења пошто је његова болест узнапредовала. Такође, радио је на новом материјалу за некадашњег бубњара Бијелог дугмета Милића Вукашиновића и певача групе Смак - Бориса Аранђеловића. 2006. године је објавио албум „Laza Ristovski Plays Simon & Garfunkel“ који представља инструменталне обраде хитова овог дуета.
Поред дугогодишње борбе са мултиплом склерозом, последњих неколико месеци је боловао од рака панкреаса и метастаза на мозгу, након чега је и преминуо 6. октобра 2007. године у 51. години живота. Сахрањен је 11. октобра на Новом гробљу у Београду.
Након његове смрти, објављен је албум Дрво живота 2008. године на коме је сарађивао са бројним музичарима. На албуму су, између осталих, гостовали: Драги Јелић, Тијана Дапчевић, Никола Чутурило, чланови Дел Арно бенда, Игор Лазић Нигор, Дадо Топић, Саша Ранђеловић Ранђа и други.
У новембру 2016. године, у његову част одржан је концерт Иза хоризонта на коме су учествовали његови бројни сарадници и пријатељи, између осталих чланови Смака Слободан Стојановић Кепа и Зоран Милановић, затим Горан Бреговић и Ален Исламовић из Бијелог дугмета, као и YU група, Александар Саша Локнер, Никола Чутурило, Корнелије Ковач, глумац Лазар Ристовски и многи други.

## Приватни живот
Са првом супругом Весном Панић, која је била магистар вајарства, имао је ћерку Санду, рођену 11. фебруара 1977. године, на дан првог Лазиног концерта са Бијелим дугметом. Ћерка, која је дипломирани сликар и модни дизајнер, родила му је унука Томислава 25. септембра 2004. године. У међувремену се развео од прве супруге. Неколико година, до 2006. године, живео је Београду са Македонком Славицом. Исте године, поново се повезао са првом супругом, која је била уз њега до његове смрти.
По оцу је био Македонац, а изјашњавао се као Југословен. Био је велики пријатељ са глумцима Лазаром Ристовским и Тањом Бошковић.

## Сарадници
Ристовски је, као најтраженији и најнаграђиванији клавијатуриста у бившој Југославији, сарађивао са бројним извођачима рок, џез, поп и фолк музике. Свирао је на албумима група Леб и сол, Ватрени пољубац, Галија, Пилоти, Зана, Бабе, као и албумима Слађане Милошевић, Оливера Мандића, Здравка Чолића, Жељка Бебека, Неде Украден, Бориса Новковића, Ханке Палдум, Јужног ветра, Халида Муслимовића, Лепе Брене, Весне Змијанац, Марине Живковић и других.
Такође, на Кошутњаку, изнад тонског студија Авала филма, имао је и свој музички студио где су албуме снимали бројни извођачи.

## Награде
- Проглашаван је преко 10 пута узастопно за клавијатуристу године у анкети листа „Поп Експрес“.[20]
- 1984. године био је музичар године по часопису „Вечерњи лист“.
- 1988. године осваја награду као клавијатуриста, аранжер и продуцент године по мишљењу листова „ТВ Новости“ и „Новости 8".
- 1998. године је добио „Кристалну призму“ за музику у филму „Нечиста крв“.
- Добитник је многобројних награда на филмским фестивалима.

## Дискографија

### Смак

#### Студијски албуми
1. Смак - 1975.
2. Рок циркус - 1980.
3. Зашто не волим снег - 1981.

#### Концертни албуми
1. Одливено (стилизован као odLIVEno) - 1992.

#### Макси синглови
1. Сателит - 1976.

#### Синглови
1. Улазак у харем/Сто птица - 1975.
2. Улазак у харем/Епитаф - 1975.
3. Људи није фер/Ел Думо - 1976.
4. На Балкану/Горе-доле - 1979.
5. Рок циркус/Хирошима - 1980.

(И многи студијски снимци са Радомиром Михаиловићем Точком, Слободаном Стојановићем Кепом и Лолом Андрејићем: На Дрини, Штакапкара...)

### Бијело дугме

#### Студијски албуми
1. Ето! Баш хоћу! - 1976.
2. Бијело дугме - 1984. (као гост)
3. Пљуни и запјевај моја Југославијо - 1986.
4. Ћирибирибела - 1988.

#### Концертни албуми
1. Концерт код Хајдучке чесме - 1977.
2. Мрамор, камен и жељезо - 1987.
3. Турнеја 2005: Сарајево, Загреб, Београд - 2005.

### Соло
1. Стижемо (са Ипетом Ивандићем) - 1978.
2. - 1982.
3. 2/3 - 1983.
4. Војнички дани - 1984.
5. - 1984.
6. Опера (са Ненадом Јелићем) - 1986.
7. - 1993.
8. Наос (са Сашом Локнером) - 1994.
9. Музика из филма Нечиста крв (soundtrack, 1997)
10. Светлост у А-дуру (компилација), 1997
11. (компилација, 2000)
12. (компилација, 2000)
13. Гондола - 2003.
14. - 2005.
15. Дрво живота (постхумно) - 2008.